# 花渕山
花渕山（はなぶちやま）は宮城県大崎市鳴子温泉にある標高984.6mの山。栗駒国定公園内に位置する。

## 概要
鳴子温泉街の北西に位置し、市街の至近にありながらブナの原生林に覆われる。ブナのほか、クロベが広く分布する。
鬼首カルデラの南端を構成し、西に大柴山、小柴山など平均高度1,000mの平頂峰が連なる。この山地は花崗閃緑岩を基盤とし緑色凝灰岩層が発達する。基盤岩は断層により切断されており、地塊山地と解される。
「花渕（はなぶち）」は淵に突き出した地のこと。また、荒雄川を挟み対岸に半俵山（はんたらやま, 602m）があり、「ハッタラ hattar」はアイヌ語で「淵」を表す。「淵」を間に東に半俵山、西に花渕山が相対し、アイヌ語と日本語の対訳がされる様である。

## 人間との関わりの歴史

### 雄沼の雨乞い伝説

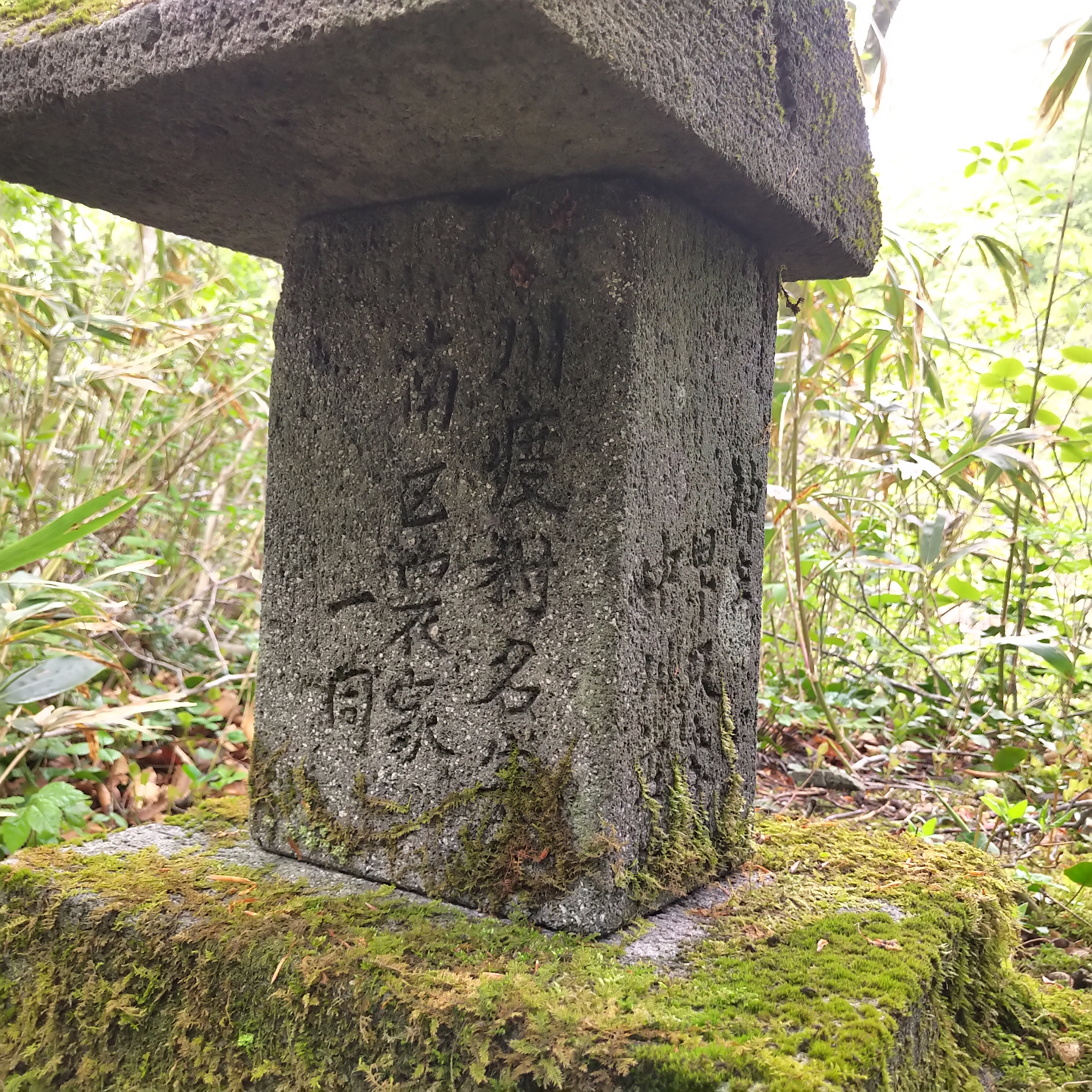
雄沼の畔にある祠

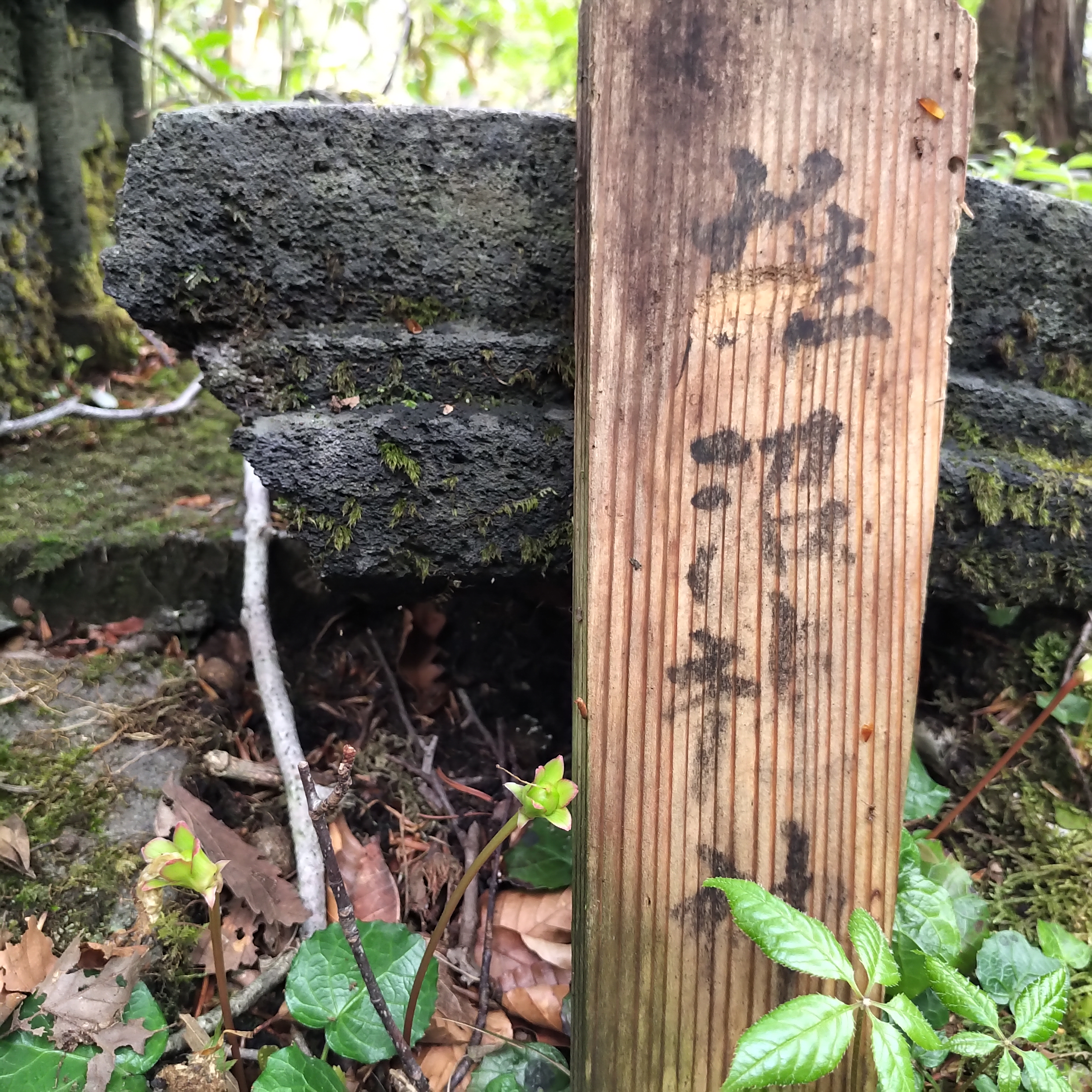
「雄沼神社」の名板

山頂付近にある雄沼には「沼に雌の三毛猫を投げ込むと雨が降る」言い伝えがある。干ばつになると、雄沼には鳴子だけでなく、近隣の岩出山や中新田からも沼に投げ入れるものを携えて登ったと伝わる。沼畔には、川渡近郊の住民らが建立した祠がある。

### 本山銅山
江戸〜昭和を通じて銅などを産出し、東麓にあった鉱山は本山銅山と呼ばれた。水戸藩士小宮山楓軒が『浴陸奥温泉記』に「花渕山ノ本山ニ銅山アリ、今盛ンナリ。遊女モ坂田ヨリ来タリ居ル」と記している。細倉鉱山と並び、仙台藩三鉱山に数えられた。
緑色凝灰岩及び基盤となる花崗閃緑岩中に鉱脈があり、自然銅、輝銅鉱、閃亜鉛鉱、黄銅鉱、黄鉄鉱、赤銅鉱、石英などを産出した。

### 近世
仙台藩が安永年間にまとめた『風土記御用書出』には、鳴子村分に嶽山として「花淵山」の表記がある。絵図によっては「花渕山」「大深沢山」とも表記される。
山中には月山権現が祀られていた。1913年（大正2年）発行の5万分の1地形図には神社を示す鳥居の地図記号が見られる。
- 1728年（享保13年）：本山銅山より石巻鋳銭場に銅を送る。
- 1840年（天保11年）：仙台藩主伊達斉邦が川渡への湯治に際して本山銅山を訪れる[14]。

### 近代・現代
戦前より鳴子温泉街から一望できる紅葉の名所として知られた。
戦後、鳴子温泉のリゾート開発が進む中、南斜面に開設した「花渕山スキー場」は、冬季国体や全日本選手権やA級の滑降大会が開催される名スキー場だった。三浦雄一郎や、高松宮も訪れている。
三菱地所により花渕山から禿岳まで全長11.5kmの遊歩道が整備された。
- 1929年（昭和4年）：花渕山登山コース開設[18]。
- 1962年（昭和37年）：「花渕山スキー場（後に鳴子スキー場と改称）」が開業。
- 1968年（昭和43年）7月22日：栗駒国定公園に指定[19]。
- 1994年（平成6年）：みやぎ鳴子国体が開催[20]。鳴子スキー場がスキー競技の会場となった。
- 2002年（平成14年）：「鳴子スキー場（旧：花渕山スキー場）」が閉鎖。

## 登山

### 花渕山登山口
（花渕山登山口→鳴子の壁→レストハウス跡地→花渕山山頂　距離3.6km, 標高差821m）
旧鳴子スキー場のゲレンデ跡を通過する登山道。登山口から鳴子の壁までは細いトラバースが連続する。鳴子の壁からレストハウス跡地まではブナの二次林が広がる。レストハウス跡地からの展望がよく、晴れた日には月山や牡鹿半島、仙台市街が望める。レストハウス跡地からはブナの原生林が広がり、多数の巨木が見られる。山頂付近は冬季の厳しい風雪により矮化したブナ林に覆われる。

### 小向登山口
（小向登山口→花渕山・小柴山分岐→花渕山山頂　距離5.1km, 標高差822m）
鬼首荒雄川神社の先にある登山口。分岐までの急峻な尾根の登山道にはクロベとブナの巨木が並び立つ。分岐から花渕山山頂までの尾根道は、主に冬季の厳しい風雪により矮化したブナ林に覆われる。シロヤシオの純林があり、5月下旬から6月上旬にかけて花のトンネルが楽しめる。

## 近隣の山
- 鳴子火山（胡桃ヶ岳 461.4m）
- 小柴山（1,055.8m）
- 禿岳（1,261.7m）
- 荒雄岳（984.2m）